# Nathan Page
Nathan Page (født 25. august 1971) er en skuespiller fra Australien. 
Page deltog i Australian Institute of Sport og blev en cyklist. Han trak sig tilbage fra professionel cykling i en alder af 19 på grund af skader.
I de tidlige år af sin skuespilkarriere arbejdede han primært i teaterproduktioner i Adelaide.
Fra 2000 blev han også set i film og serier.
Fra 2012 til 2015 spillede han Essie Davis side i tv-serien Mord med Miss Fisher inspektøren John "Jack" Robinson.
Nathan Page er gift med den newzealandske danser og koreograf Sarah-Jayne Howard.
Ægteskabet resulterede i to sønner.

## Filmografi

### Film
| År   | Original titel                     | Rolle                             | Dansk titel |
| ---- | ---------------------------------- | --------------------------------- | ----------- |
| 2020 | Escape from Pretoria               | Mongo                             |             |
| 2020 | Miss Fisher and the Crypt of Tears | Detective Inspector Jack Robinson |             |
| 2013 | Vote Yes                           | Howard                            |             |
| 2011 | Sleeping Beauty                    | Businessman                       |             |
| 2011 | Panic at Rock Island               | Matthew Cross                     |             |
| 2010 | Wicked Love: The Maria Korp Story  | Detective Bradley                 |             |
| 2009 | The Boys Are Back                  | Headbutter                        |             |
| 2009 | Accidents Happen                   | Sexy Man                          |             |
| 2008 | Scorched                           | Gavin                             |             |
| 2007 | Noise                              | Nigel Gower                       |             |
| 2006 | Alex's Party                       | Traficante de Drogas              |             |
| 2000 | Sample People                      | Len                               |             |
| 1999 | Strange Fits of Passion            | Simon                             |             |

### Tv
| År        | Original titel                   | Rolle                    | Noter                     | Dansk titel          |
| --------- | -------------------------------- | ------------------------ | ------------------------- | -------------------- |
| 2019      | The Hunting                      | Sam                      | 4 episoder (mini-series)  |                      |
| 2015      | Hiding                           | Kosta "Koz" Krilich      | 8 episoder                |                      |
| 2012–2015 | Miss Fisher's Murder Mysteries   | John "Jack" Robinson     | 34 episoder               | Mord med Miss Fisher |
| 2013      | Underbelly: Squizzy              | Henry Stokes             | 4 episoder                |                      |
| 2012      | Redfern Now                      | Homicide Detective       | episode "Pretty Boy Blue" |                      |
| 2011      | Paper Giants: The Birth of Cleo  | Alasdair "Mac" Macdonald | 2 episoder (mini-series)  |                      |
| 2009      | All Saints                       | Paul                     | episode "Safe Haven"      |                      |
| 2007      | Home and Away                    | Colin Marshall           | episode # 1.4532          |                      |
| 2009      | Underbelly: A Tale of Two Cities | Ray "Chuck" Bennett      | 3 episoder                |                      |
| 2003      | The Secret Life of Us            | Charlie                  | 12 episoder               |                      |
| 2002      | White Collar Blue                | Rick Calliope            | episode # 1.4             |                      |